# 青森県道270号黒石停車場線
青森県道270号黒石停車場線（あおもりけんどう270ごう くろいしていしゃじょうせん）は、青森県黒石市を通る一般県道である。

## 概要
弘南鉄道弘南線 黒石駅前から市内横町に至っている。
なお、当路線は、乙徳兵衛町と油横丁でに直角に折れているほか、乙徳兵衛町から横町の区間は、市役所方面から駅方面への一方通行となっている。そのため、起点から終点方向（駅方面から市役所方面）を利用する場合は、黒石市道道前町野添線（通称 : こみせ通り）などを利用する。

### 路線データ
- 起点 : 黒石停車場[1]
- 終点 : 黒石市（五所川原黒石線交点）[1]

## 歴史
- 1994年（平成6年）3月25日 - 県道に認定される[1]。

## 地理

### 交差する道路
- 青森県道38号五所川原黒石線（終点）

### 沿線の施設など
- 弘南鉄道弘南線 黒石駅
  - くみあいマーケット（コープ黒石・駅併設）
- 弘南バス 黒石駅前案内所
- 津軽みらい農業協同組合 黒石支店
- 保福寺
- 青い森信用金庫 黒石支店